# John Brinkley
John Brinkley   (Woodbridge, 1763 - Dublín, 14 de setembre de 1835) fou un astrònom i matemàtic anglès, que va viure a Irlanda i va ser, també, bisbe de l'Església d'Irlanda.

## Vida i Obra
John Brinkley, de família humil, va estudiar a la Universitat de Cambridge on es va graduar amb honors el 1788. Mentre estudiava, també va estar treballant a l'observatori de Greenwich, com assistent de Nevil Maskelyne, l'astrònom reial.
De 1788 a 1792 va ser fellow del Caius College (Cambridge), mentre obtenia el seu títol de Master of Arts i era ordenat diaca de la catedral de Lincoln.
El 1792, i per recomanació de Maskelyne, Brinkley va ser nomenat professor d'astronomia del Trinity College (Dublín), càrrec que portava aparellada la direcció de l'observatori astronòmic de Dunsink.
A Dublín va liderar, juntament amb Bartholomew Lloyd, una reforma completa de l'ensenyament universitari, que va propiciar l'aparició en el segle xix de diferents onades de prestigiosos científics.
El 1799 va publicar les Synopsis of Astromical Lectures que seria la base del seu llibre de text més important: The Elements of Astronomy, publicat el 1808 i reeditat el 1813.
El 1810, va publicar els resultats del seus estudis sobre la paral·laxi anual d'alfa de Lira, que va establir en 2,52 segons, i d'altres estrelles. Tot i que el seu resultat era incorrecte, va encetar una productiva polèmica sobre la precisió dels instruments astronòmics. Va rebre la medalla Copley per aquest treball.
El 1826, en ser nomenat bisbe de Cloyne, va deixar els seus càrrecs docents i astronòmics. Tot i així, el 1831 va ser nomenat president de la Royal Astronomical Society per dos anys. Brinkley va rebre nombroses distincions: medalla Copley (1824), medalla Cunningham (1818), fellow de la Royal Society (1803), president de la Royal Irish Academy (1822), càrrec que va mantenir fins a la seva mort el 1835.